# Lluïssor

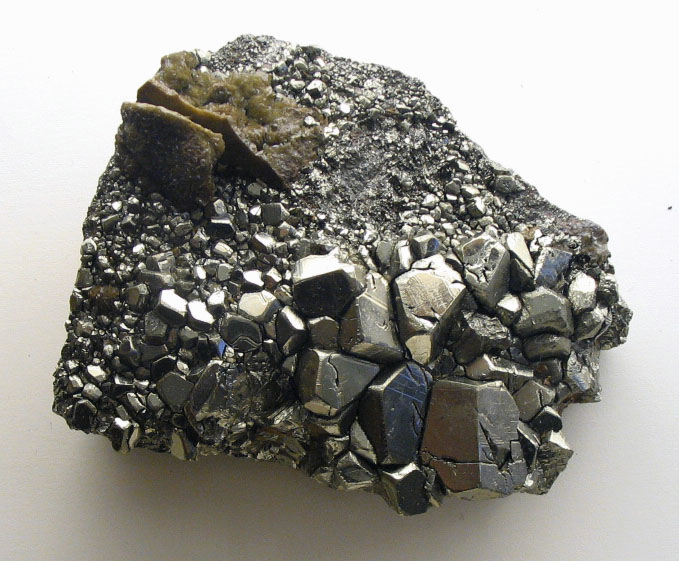
Lluïssor metàl·lica de la pirita.

La lluïssor o llustre (mineralogia i cristal·lografia) és la propietat física dels minerals relacionada amb els reflexos de la llum sobre la seva superfície i que és mesura de la intensitat de reflexió de la llum incident sobre la superfície d'un mineral o metall. que varia depenent de l’índex de reflexió, l'absorció, la qualitat de la superfície del cristall, el poliment, la duresa i altres propietats característiques de cadascun dels minerals. També depèn de l’estructura i del gra. Si la lluïssor d’un mineral és o tendeix a nul·la, el mineral es considera mat (sense lluïssor).

## Tipus
El tipus i la intensitat de la lluïssor varia d'acord amb la naturalesa i superfície del mineral i la quantitat de llum absorbida. La lluïssor dels minerals pot ésser:
- Lluïssor adamantina o brillant: lluïssor molt semblant a la del diamant (pròpia del diamant), característica dels minerals transparents que mostren un alt índex de refracció (d’1,9 a 2,6), com les blendes, els argents rojos, el rútil, el zircó o la cassiterita. El mineral té un reflex fort i brillant com el del diamant (índex de refracció alt).
- Lluïssor aventurinada: comuna als minerals que contenen inclusions brillants o de mica. També a la pedra de sol o oligoclasa, que conté escates d’oligist amb reflexos brillants.
- Lluïssor canviant: variant en un mateix mineral depenent de la direcció d’incidència de la llum.
- Lluïssor cèria: lluïssor que recorda la de la cera, com a la turquesa.
- Lluïssor greixosa: lluïssor que presenten els minerals de fractura concoidal, com el quars filonià, la cordierita, l’eleolita.
- Lluïssor metàl·lica: molt semblant a la dels metalls, sobretot dels minerals opacs metàl·lics que mostren una forta absorció (índex de refracció superior a 3), visible en les fractures joves i en les cares de clivatge. Aspecte brillant que presenten els minerals i que recorda a un metall. Aquests minerals solen ser completament opacs i donen línia de color molt fosca (o negra).[1]

### Altres denominacions
- Lluïssor grassa: com si estigués cobert amb una prima capa d'oli. És com a resultat d'una superfície microscòpicament rugosa.
- Lluïssor nacrada: té la lluïssor irisada de la perla. S'observa en general a les superfícies dels minerals paral·leles als plànols d'exfoliació.
- Lluïssor resinosa: que té la lluïssor de la resina.
- Lluïssor sedosa: que té la lluïssor de la seda. Resultat de la reflexió de la llum sobre un agregat paral·lel de fibres fines.
- Lluïssor vítria: que té la lluïssor del vidre.[2]

## Edafologia
El terme lluïssor també s'aplica en els sòls (com a sinònim d'albedo) a la proporció de radiació reflectida respecte de la radiació incident on la brillantor d'un sòl es determina a la taula de colors Munsell.